# Гринченко, Анатолий Гаврилович
Анатолий Гаврилович Гринченко (род. 7 августа 1941) — советский деятель производства, новатор, слесарь Харьковского моторостроительного завода «Серп и молот» Харьковской области. Герой Социалистического Труда (24.09.1982). Кандидат в члены ЦК КПУ в 1986—1990 г.

## Биография
В 1960-х—1980-х гг. — слесарь Харьковского моторостроительного завода «Серп и молот» Харьковского моторостроительного производственного объединения «Серп и молот» Харьковской области Министерства тракторного и сельскохозяйственного машиностроения СССР.
Член КПСС. Новатор производства. Добился значительных успехов в использовании производственных планов и социалистических обязательств, а также высокое качество работы.
Потом — на пенсии в городе Харькове.

## Награды
- Герой Социалистического Труда (24.09.1982)
- орден Ленина (24.09.1982)
- ордена
- медали